# 菱電湘南エレクトロニクス
菱電湘南エレクトロニクス株式会社（りょうでんしょうなんエレクトロニクス、英：Ryoden Shonan Electronics Corporation）は、神奈川県鎌倉市に本社を置き、検査計測システム・通信機器・交通システムなどの開発・製造を行う三菱電機グループの企業。

## 概要
超音波探傷システム、マイクロ回線用通信システム、通信システム建設工事、人工衛星用各種試験装置、ETCシステム等の設計・製造・販売を行っている。

## 主な事業・製品

### 検査計測機器
- 超音波汎用探傷器
- 超音波ボルト軸力計
- 超音波画像処理装置
- 超音波専用探傷器
- 超音波探触子
- 自動車用自動探傷システム装置
- 鉄鋼・鉄道専用探傷システム

### 通信機器
- マイクロ波ウェーブガイド（導波管）
- 各種アンテナ
- 屋外機器収容箱
- 通信建設工事・検査・点検

### その他専用機器
- 精密機器用コンテナ
- 試験装置
- 人工衛星組み立て用治具

## 沿革
- 2004年（平成16年）- 菱電電子機工株式会社と湘菱電子株式会社の合併により設立。
- 2007年（平成19年）- 株式会社トキメック製の汎用超音波探傷器の保守事業を株式会社テックスより移管。
- 2008年（平成20年）- 相模工場を開設。
- 2009年（平成21年）- 中国での超音波探傷器の販売開始。
- 2010年（平成22年）- マークテック株式会社と業務提携を締結。

## 事業所
- 本社（神奈川県鎌倉市）
- 鎌電工場（神奈川県鎌倉市）
- 藤沢工場（神奈川県藤沢市）
- 郡山工場（福島県郡山市）
- 相模工場（神奈川県相模原市）
- 通電事務所（兵庫県尼崎市）